# 蝌蚪石鮰
蝌蚪石鮰為輻鰭魚綱鯰形目北美鯰科的其中一種，分布於北美洲美國東部、中部及加拿大的淡水流域，體長可達13公分，棲息在湖泊、沙石底質的溪流，屬肉食性，以水生昆蟲、等足類等為食。

## 擴展閱讀
維基物種上的相關：蝌蚪石鮰